# Островки (Псковская область)
Островки — деревня в Новосокольническом районе Псковской области России. Входит в состав Маевской волости.

## География
Расположена на берегу озера Островское, в 50 км к северо-западу от города Новосокольники и в 11 км к северу от бывшего волостного центра, деревни Руново.

## Население
| 2001 | 2002 | 2010 |
| ---- | ---- | ---- |
| 193  | ↘168 | ↘111 |

Численность населения деревни по оценке на начало 2001 года составляла 193 человека.

## История
С 1995 до 2005 года деревня входила в состав ныне упразднённой Островской волости в качестве её административного центра, с 2006 до 2015 года входила в состав бывшей Руновской волости.